# Stanisław Ejzert
Stanisław Ejzert, ps. Zdzisław Guzowski (ur. 31 marca 1893 w Rudzie Guzowskiej, zm. 26 czerwca 1984 w Brighton) – major lekarz weterynarii Wojska Polskiego, działacz niepodległościowy.

## Życiorys
Urodził się 31 marca 1893 w Rudzie Guzowskiej jako syn Aleksandra i Olimpii z domu Nowakowskiej. Przed 1914 zdał maturę.
Po wybuchu I wojny światowej w 1914 wstąpił Legionach Polskich i służył w 1 Pułku Ułanów (tzw. „Beliniacy”). Później działał w Polskiej Organizacji Wojskowej. Posługiwał się tożsamością „Zdzisław Guzowski”. W przeddzień 1 listopada 1918 wszedł w skład 3 plutonu z Domu Akademickiego, dowodzonego przez ppor. Karola Piaseckiego. Następnie brał udział w listopadowej obronie Lwowa podczas wojny polsko-ukraińskiej. Pełnił wówczas funkcję sekcyjnego w 2 baterii pod dowództwem inż. Tadeusza Filipowicza. W czasie wojny z bolszewikami walczył na stanowisku oficera 9. baterii 5 pułku artylerii polowej. Wyróżnił się 19 sierpnia 1920 w obronie Kulikowa, w trakcie której kierował ogniem baterii na punkcie obserwacyjnym i przyczynił się m.in. do zniszczenia bolszewickiego samochodu pancernego, wewnątrz którego znaleziono rozkaz operacyjny nakazujący zdobycie Lwowa. Za ten czyn został 26 sierpnia wyróżniony w rozkazie dowódcy 5 Dywizji Piechoty, generała podporucznika Pawła Szymańskiego. 2 lutego 1921 major Tadeusz Filipowicz sporządził wniosek na odznaczenie podporucznika Ejzerta Orderem Virtuti Militari.
Przyjęty do Wojska Polskiego został awansowany na stopień porucznika w grupie podlekarzy weterynarii w korpusie oficerów lekarzy weterynarii ze starszeństwem z dniem 1 czerwca 1919. W 1923 będąc oficerem Kadry Okręgowego Szpitala Koni X z Przemyśla był odkomenderowany na studia w Akademii Medycyny Weterynaryjnej we Lwowie. Następnie zweryfikowany jako porucznik lekarz weterynarii ze starszeństwem z dniem 1 czerwca 1919. W 1924 jako oficer nadetatowy Kadry Okręgowego Szpitala Koni 9 w Brześciu służył w 30 Pułku Artylerii Polowej. Od 1 listopada 1925 do sierpnia 1926 był komendantem Oddziału Szkolnego w 9 Okręgowym Szpitalu Koni, po czym został lekarzem weterynarii 9 Pułku Artylerii Polowej. Później został awansowany na stopień kapitana weterynarii ze starszeństwem z dniem 1 stycznia 1928. W 1928 służył w Korpusie Ochrony Pogranicza. W 1932 służył w Komendzie Miasta Warszawa. W kwietniu 1933 został przeniesiony do 1 pułku artylerii najcięższej w Warszawie na stanowisko lekarza weterynarii. W czerwcu 1934 został przeniesiony na takie samo stanowisko do Centrum Wyszkolenia Piechoty w Rembertowie. W 1938 był już w stanie spoczynku.
Po zakończeniu II wojny światowej pozostał na emigracji w Wielkiej Brytanii. Zamieszkiwał w Brighton. Należał do Koła Lwowian w Londynie, działał w zarządzie Koła Beliniaków, w Skarbie Narodowym. Zmarł 26 czerwca 1984 w Brighton.

## Ordery i odznaczenia
- Krzyż Niepodległości – 9 listopada 1931 „za pracę w dziele odzyskania niepodległości”[20]
- Krzyż Walecznych dwukrotnie[2]
- Srebrny Krzyż Zasługi – 1938 „za zasługi na polu pracy społecznej”[16]
- Złota Odznaka Honorowa Koła Lwowian w Londynie – 17 grudnia 1980[21][3]